# Smolinské
Smolinské je naseljeno mjesto u okrugu Senica u Trnavskom kraju u Slovačkoj.

## Stanovništvo
| Godina:     | 1993. | 2003.   | 2013.   | 2023.   |
| ----------- | ----- | ------- | ------- | ------- |
| Broj ljudi: | 977   | 960     | 948     | 914     |
| Razlika:    |       | -1,74 % | -1,25 % | -3,58 % |

| Godina:     | 2022. | 2023.   |
| ----------- | ----- | ------- |
| Broj ljudi: | 906   | 914     |
| Razlika:    |       | +0,88 % |

Prema podacima o broju stanovnika iz 2023. godine naselje je imalo 914 stanovnika.

## Vanjske poveznice
- Službena stranica naselja (sl.)
- Krajevi i okruzi u Slovačkoj  Arhivirana inačica izvorne stranice od 2. svibnja 2024. (Wayback Machine) (sl.)